# 林多斯
林多斯（挪威語：Lindås）是挪威的已撤销的市镇，位於原霍達蘭郡。